# H. Beam Piper
Œuvres principales
- Space Viking
- Federation
- Les Hommes de poche
- Cycle Paratime

Henry Beam Piper ou H. Beam Piper, né le 23 mars 1904 à Altoona en Pennsylvanie et mort le 6 novembre 1964 à Williamsport en Pennsylvanie, est un auteur américain de science-fiction.

## Biographie
H. Beam Piper est un autodidacte. Il publie sa première histoire Time and Time Again en 1947 dans Astounding Science Fiction. H. Beam Piper a créé une histoire de l'humanité étalée sur 6 000 ans : Terro-Human Future History. Son œuvre est comparée au cycle de Fondation. Il influença plusieurs auteurs comme Michael McCollum (en), Franklin Robert Adams (en), Elizabeth Bear…
Amateur d'armes et membre de la NRA, il se suicide en 1964. Ses livres sont sortis en version électronique sur Amazon Kindle en 2009.

## Œuvres
Œuvres traduites en français
- Les Hommes de poche, (Little Fuzzy) 1977 (Le Masque Science Fiction no 64)
- Space Viking, (Space Viking) (1963) (couverture Michael Whelan), 1982 (Éditions Temps Futurs)
- Tinounours sapiens, (Fuzzy Sapiens) 1964 (Le Masque Science Fiction no 76)
- Kalvan d'Outre-temps, (Lord Kalvan of Otherwhen) (Analog Science Fiction, 1965) en deux parties: "Gunpowder God" et "Down Styphon!", (Galaxie-bis n°24/ Éditions OPTA)
- Le Cimetière des rêves, (Graveyard of dreams) 1958 Galaxie (magazine) Galaxie 1re série no 54, mai 1958
- Le Dernier Ennemi, (The Last Enemy, Astounding, 1950), Fiction spécial no 9 : Astounding 1947-1951. L'âge d'or de la science-fiction (2e série), Éditions OPTA, avril 1966
- Le Diadème, (The keeper) 1957 (Éditions OPTA, Fiction no 76, mars 1960)
- Langage universel, (Omnilingual) 1957 Fiction no 235 juillet 1973 (Éditions OPTA)
- L'Homme qui apparut, (He walked aroud with the horses), nouvelle, 1948, La Grande Anthologie de la science-fiction, Histoires de la quatrième dimension, également traduit sous le titre À l'instant où il contourna les chevaux…, Orbites no 3, septembre 1982

Œuvres non traduites en français
- Uller Uprising (1952)
- Murder In The Gunroom, (1953)
- Four-Day Planet (1961)
- The Cosmic Computer (1963)
- Terro-Human History
  - Federation, (1983-1986) (Analog Science Fiction and Fact)
  - Omnilingual, (Analog Science Fiction and Fact) 1957
  - Graveyard of Dreams, 1958
  - Oomphel In The Sky, 1960
  - Naudsonce, 1962
  - When in the Course
- Cycle Paratime
  - Paratime, 1981 (couverture Michael Whelan)
  - The Complete Paratime, (2001) (1948-1945) (Analog Science Fiction and Fact) - Partiellement traduit puisque cette anthologie reprend: "He Walked around the Horses”, "Police Operation”, "Last Enemy”, "Time Crime", "Temple Trouble" et "Lord Kalvan of Otherwhen".
- Fuzzy, (1977-1982) avec Benson Parker, Ardath Mayhar, William Tuning
- The Cosmic Computer, 1964
- Lone Star Planet, avec John J. McGuire (en)
- Hunter Patrol
- A Planet For Texans, (1957)
- Null-Abc, (1953) avec John J. McGuire
- Crisis in 2140, (1957) avec John J. McGuire
- The Return, avec John J. McGuire
- First Cycle, (1982) avec Michael Kurland (en) (Prix Prometheus)

## Autre média
- Dimension X, émission de radio de NBC